# Bibey
Bibey est une commune du Cameroun située dans la région du Centre et le département de la Haute-Sanaga.

## Population
Lors du recensement de 2005, la commune comptait 4 875 habitants, dont 1 057 pour Bibey proprement dit.

## Organisation
Outre Bibey proprement dit, la commune comprend les villages suivants :
- Bibéa
- Mbélé
- Mimbanga
- Mpandang
- Nguinouma
- Landi
- Mekon III
- Metep
- Ndoumba
- Tobe
- Etol-Bot
- Déa
- Mekon I
- Mekon II
- Mebanga